# Gerhard Schmidt-Gaden

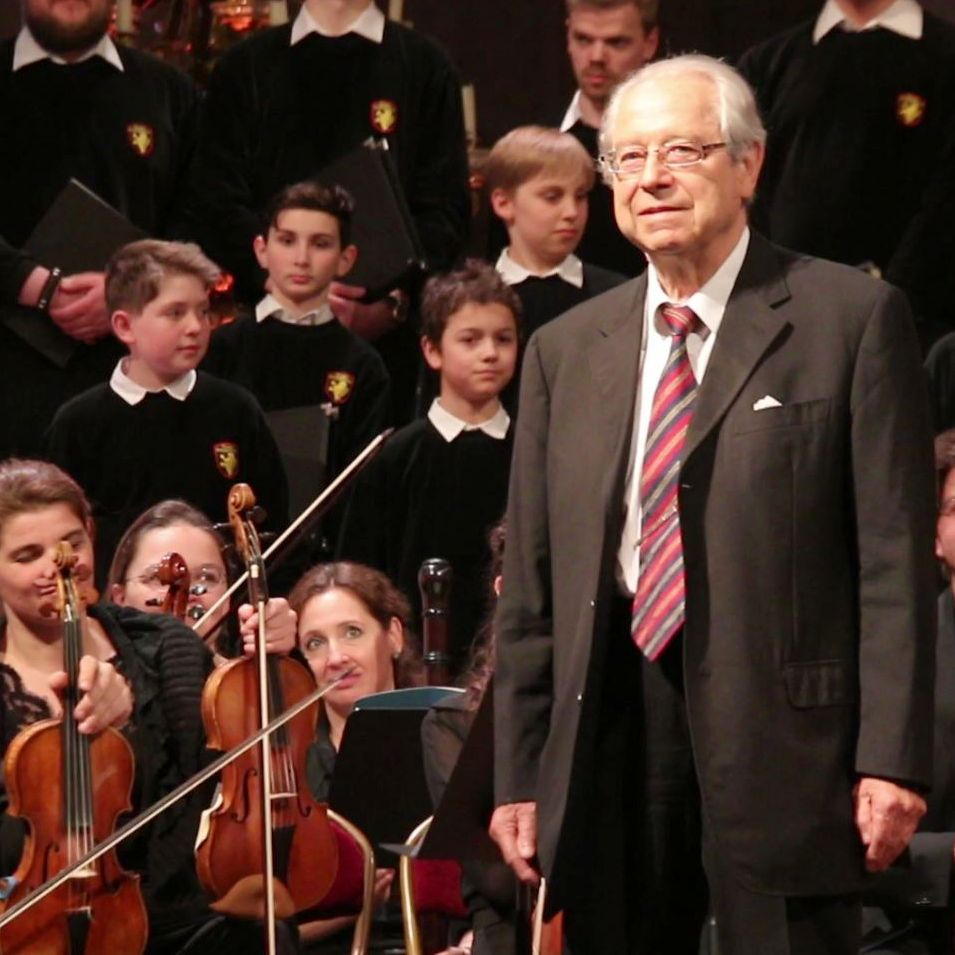
Gerhard Schmidt-Gaden después de la interpretación de la Pasión según San Mateo de JS Bach por parte del Tölzer Knabenchor. Capilla Real del Castillo de Versalles. Semana Santa 2018.

Gerhard Schmidt-Gaden (19 de junio de 1937 en Karlsbad (Sudetenland) es un músico alemán, director de orquesta y coro y pedagogo del canto.
Schmidt-Gaden estudió Dirección Orquestal con Kurt Eichhorn en Múnich, Dirección Coral con el catedrático
Kurt Thomas en Leipzig y canto con Helge Rosvaenge, Otto Iro y Mario Tonelli.
En 1956 fundó el Tölzer Knabenchor, Coro de niños de Tölz que en pocos años convirtió en uno de los coros más solicitados internacionalmente y a cuyo frente sigue.
Carl Orff, Hans Werner Henze, Herbert von Karajan, August Everding y Claudio Abbado se cuentan entre sus principales mecenas. Para su desarrollo musical ha de destacarse especialmente la colaboración de muchos años con Nikolaus Harnoncourt.
En 1978 fundó Schmidt-Gaden el "Florilegium Musicum", una Orquesta de cámara para la interpretación de la 
música antigua con instrumentos originales.
Desde 1980 hasta 1988 ocupó una cátedra de Dirección Coral en el Mozarteum de Salzburgo, de 1984 a 1989 fue además director de coro en la Scala de Milán y se ocupó del coro de niños de este teatro.
La actividad de Schmidt-Gaden con el Tölzer Knabenchor está documentada en numerosas grabaciones discográficas, algunas de ellas premiadas, como por ejemplo el Oratorio de Navidad de Bach con el Collegium Aureum, los
Pequeños Conciertos Espirituales de Heinrich Schütz y música coral religiosa de Orlando di Lasso.

## Reconocimientos
- 1973 Deutscher Schallplattenpreis por su grabación del Oratorio de Navidad de Bach.
- 1983 Bundesverdienstkreuz, Cruz del mérito, la condecoración más alta de Alemania.
- 1991 Oberbayerischer Kulturpreis, premio de Cultura de la Alta Baviera.
- 1994 Bayerischer Verdienstorden, orden de mérito, Baviera.
- 2000 Catedrático vitalicio
- 2003 Echo Klassik por la grabación de los Salmos Penitenciales de Orlando di Lasso.
- 2008 Kulturehrenbrief